# Colonia Guerrero

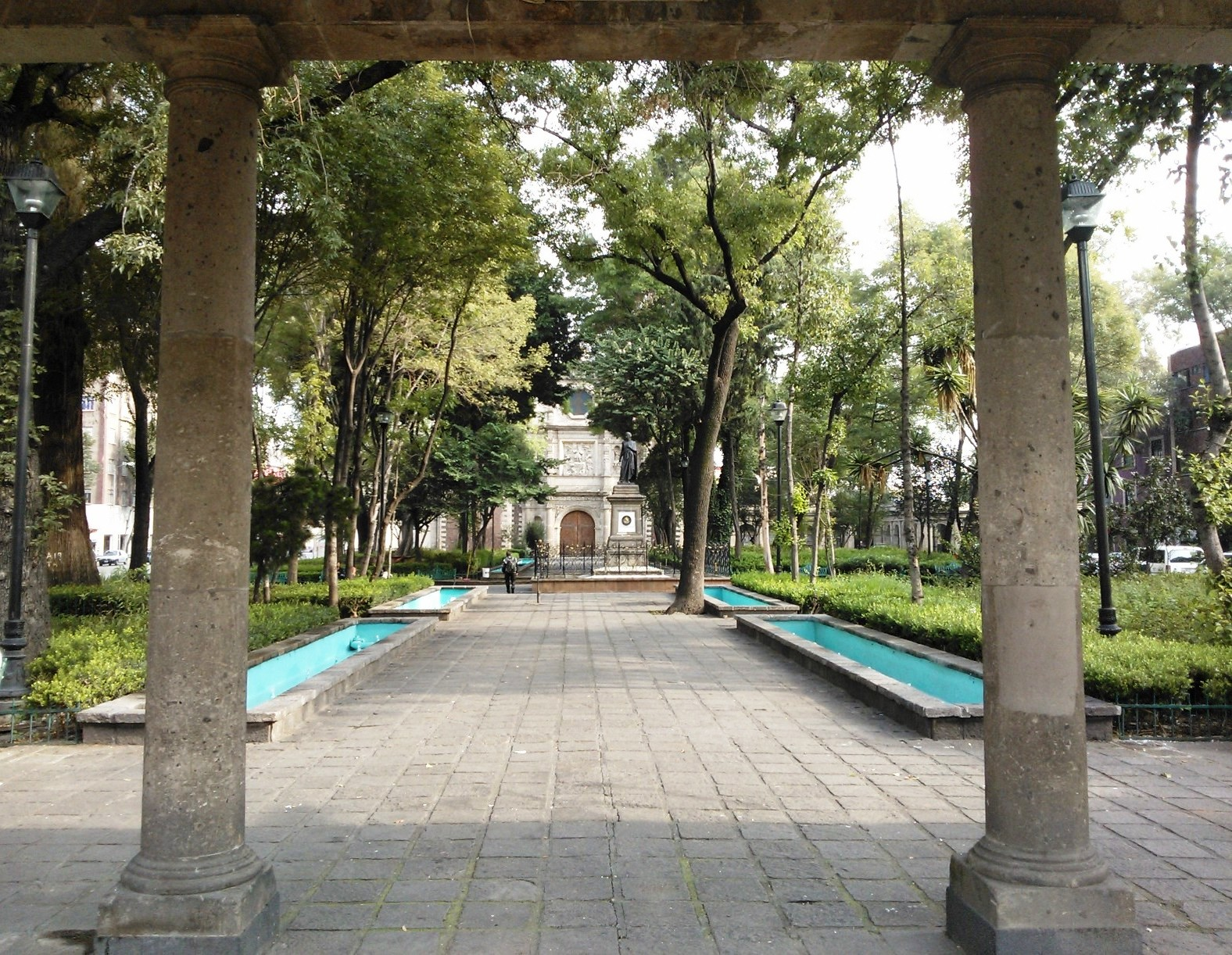
Plaza de San Fernando

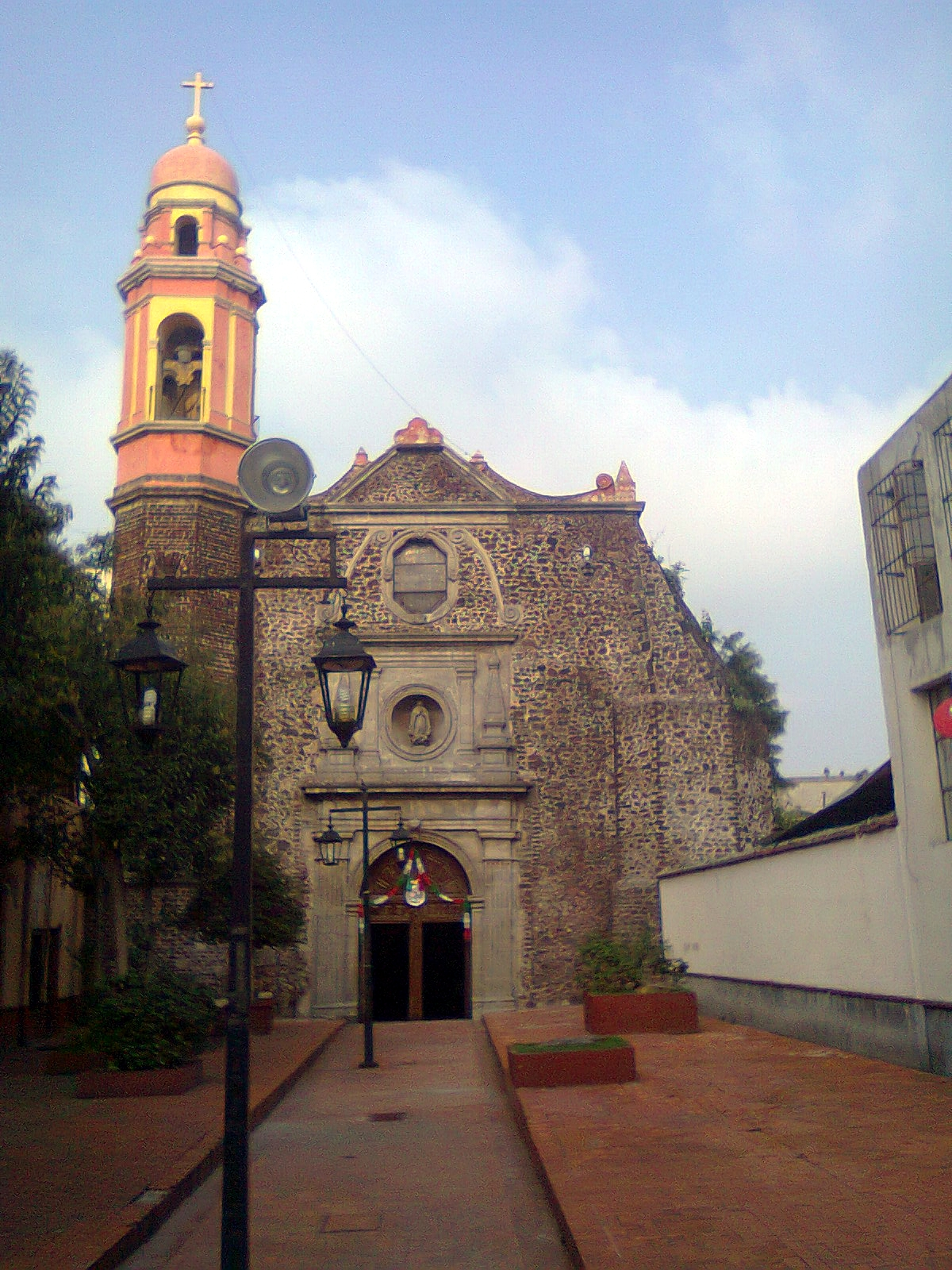
Iglesia de Santa María la Redonda

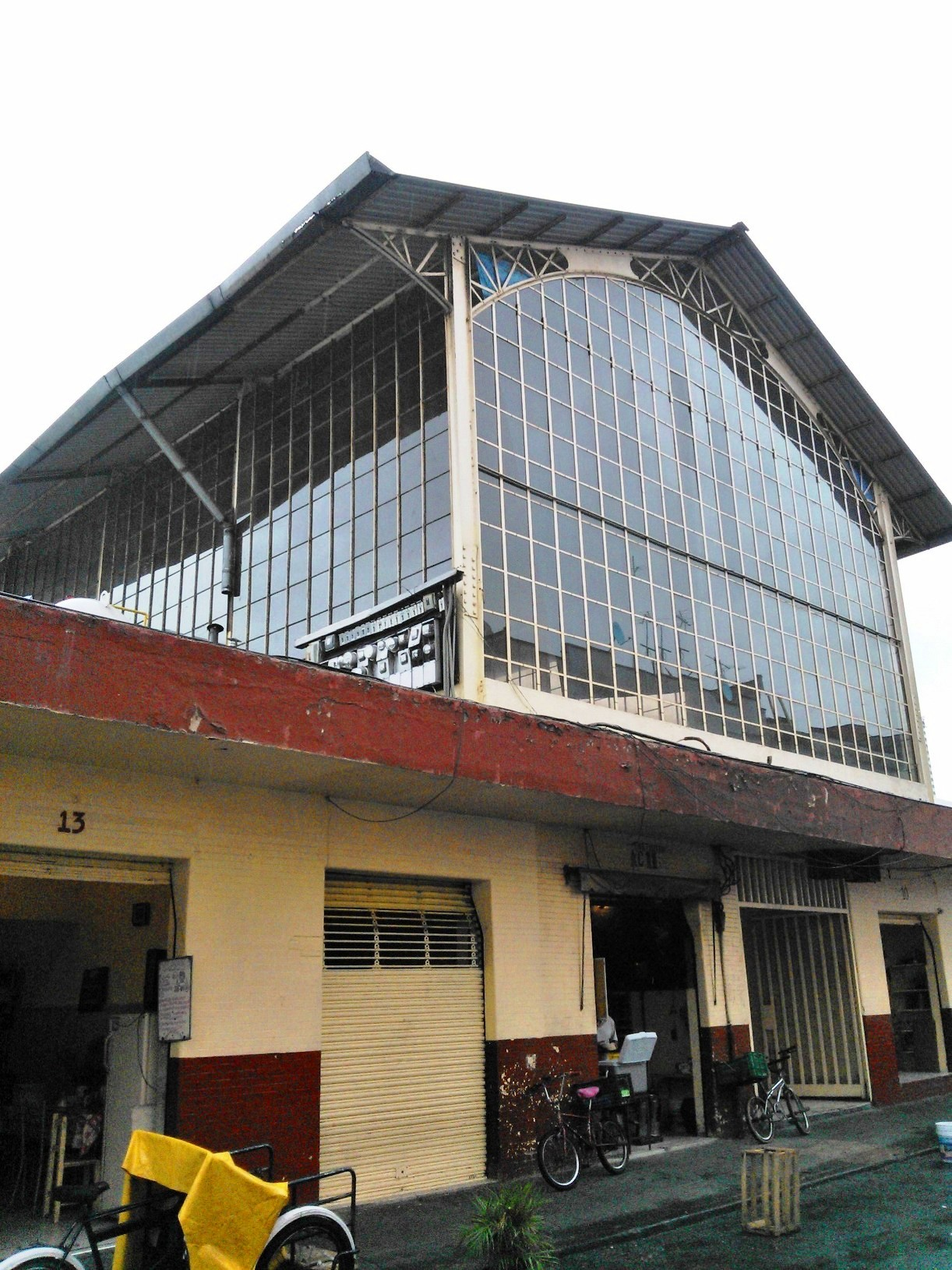
Mercado 2 de Abril, el más antiguo de la Ciudad de México.

La colonia Guerrero es una de las primeras colonias (barrios) fundadas durante el siglo XIX en la parte centro de la Ciudad de México. Su trazo abarca parte del barrio prehispánico de Cuepopan.
Se caracteriza por ser una zona popular de apartamentos y vecindades, muchos de los cuales fueron construidos a finales del siglo XIX y comienzos del siglo XX y por incluir algunos monumentos y sitios de interés histórico, como La Nana, Laboratorio de Arte Comprometido, en lo que fue una subestación eléctrica de principios de siglo XX, el Templo de San Fernando y el mausoleo de Benito Juárez.

## Ubicación
Se ubica en el área Noroeste que conforma el perímetro "B" del Centro Histórico, en la delegación Cuauhtémoc de la Ciudad de México.
Los límites de esta colonia son:
- al sur, la avenida Hidalgo;
- al norte, Nonoalco (hoy avenida Ricardo Flores Magón);
- al oriente, el Eje Central Lázaro Cárdenas y Paseo de la Reforma;
- al poniente, el Eje 1 Poniente Guerrero.

## Calles
Varias de las calles de esta colonia llevan los apellidos de algunos héroes nacionales:
- Guerrero, en honor de Vicente Guerrero
- Lerdo, en honor a Sebastián Lerdo de Tejada
- Mina, en honor de Francisco Javier Mina Larrea
- Zarco, en honor de Francisco Zarco
- Degollado, en honor de José Santos Degollado
- Moctezuma, en honor de Moctezuma Ilhuicamina
- Pedro Moreno, en honor de Pedro Moreno (insurgente)
- Ignacio Allende, en honor de Ignacio Allende
- Matamoros, en honor de Mariano Matamoros
- Felix U. Gómez, en honor de Félix Uresti Gómez
- General Regules, en honor de Nicolás de Regules Cano
- González Bocanegra, en honor de Francisco González Bocanegra
- Eje Central (Lázaro Cárdenas), en honor de Lázaro Cárdenas del Río
- Trujano, en honor de Valerio Trujano
- Galeana, en honor de Hermenegildo Galeana
- Riva Palacio, en honor de Vicente Riva Palacio
- Arteaga, en honor de José María Arteaga Magallanes
- 2 de Abril, en honor de la Toma de Puebla
- Plaza Abasolo, en honor de Jose Mariano de Abasolo (General Insurgente)
- Zaragoza, en honor Ignacio Zaragoza Seguin (Héroe de la Batalla de Puebla)
- Valerio Trujano, en honor a Valerio Trujano (Coronel Insurgente en la guerra de independencia).
- Ogazón, en honor a Pedro Luis Ogazón (general del ejército que participó en la época de la reforma).

Otras Calles:
- Arista
- Sirio
- Los Ángeles
- Pensador Mexicano
- Obraje
- Paseo De La Reforma
- Héroes
- Soto
- Camelia
- Magnolia
- Mosqueta
- Violeta
- Mercado
- Luis Donaldo Colosio.

Algunas otras calles se refieren a planetas y satélites naturales del sistema solar, por ejemplo:
- Luna
- Marte
- Saturno
- Sol
- Estrella
- Vesta

## Historia
Originalmente se llamó colonia Bellavista y de San Fernando, y se formó en el potrero que perteneció al Colegio de Propaganda Fide de San Fernando. Data de alrededor de 1873, año en que el presidente Sebastián Lerdo de Tejada ordenó la ampliación del paseo de la Reforma.
La colonia Guerrero está íntimamente ligada a la historia de la ciudad. Sus terrenos formaron parte del viejo barrio mexica de Cuepopan. El primer templo que se fundó en el rumbo fue el de Santa María la Redonda, que data de 1524, aunque posteriormente se le hicieron mejoras notables. Por ejemplo, su rotonda es de 1667, de allí que el pueblo, degenerando el vocablo, la conoce desde entonces con el nombre de Santa María la Redonda. La parte posterior se concluyó en 1735. Las primeras casas de esta colonia datan de finales de la segunda década del siglo XIX. La demolición de parte del Colegio de San Fernando, que permitió en 1860 abrir el Paseo Guerrero (hoy Eje Guerrero), facilitó el crecimiento de la colonia.

### Panteón de Santa Paula
En lo que es hoy paseo de la Reforma Norte y las calles que allí convergen —Moctezuma, Mosqueta, Camelia y otras más— estuvo el Panteón de Santa Paula, que perteneció a la parroquia de Santa María la Redonda. En este templo, de acuerdo con las costumbres funerarias de la Nueva España emanadas del medievo, enterraban a los muertos al interior de parroquias, conventos, atrios y criptas, el cual se consideraba "suelo santificado", también conocido como camposanto.
En 1780 se dio la epidemia de viruela, que atacó a más de 48 000 personas, por lo que en un intento por sanear el aire de la ciudad, el arzobispo Alonso Núñez de Haro y Peralta hizo la solicitud para que se señalaran dos camposantos en las afueras de la ciudad. Para 1784, el mismo arzobispo cedió al Hospital de San Andrés un terreno llamado Santa Paula, cercano a la parroquia de Santa María La Redonda, para que fueran enterrados en él los fallecidos en dicho hospital; la pequeña capilla fue bendecida el 25 de febrero de 1786, y para 1788 se convirtió en un cementerio comunitario. Finalmente no fue sino hasta 1836 cuando se convirtió oficialmente en el Panteón General de Santa Paula.
El panteón contaba con 48 800 m² y se encontraba ubicado al sur del camposanto de San Andrés. Sus límites eran: al norte, la calle Moctezuma; al este, Santa María la Redonda (actual Eje Central); al sur, la calle Magnolia, y al poniente la calle Galeana.
En ese lugar se sepultaban personas de escasos recursos. Por humildad, ahí se hizo enterrar el primer Conde de Regla, Leona Vicario, doctor Cayetano Andrade, así como a cuatro héroes de la guerra de 1847. También fue última morada del general Melchor Múzquiz, presidente interino de la República (del 14 de agosto al 25 de diciembre de 1832) y de la última virreina de México, María Josefa Sánchez Barriga y Blanco de O'Donojú, quien nunca pisó salones del palacio virreinal ya que su esposo, Juan O'Donojú, antes de llegar a la Ciudad de México suscribió los Tratados de Córdoba, en los que se reconocía la Independencia de la Nueva España, y dejó así de regir sus destinos.
También en ese panteón, el general Antonio López de Santa Anna hizo enterrar la pierna que años antes había perdido en Veracruz, durante la llamada Guerra de los Pasteles. La pierna estuvo sepultada desde 1838 en su hacienda Manga de Clavo, en el estado de Veracruz. Este singular entierro se efectuó el 27 de septiembre de 1842, con la presencia del propio militar. Años más tarde, cuando Santa Anna pensó ceñirse la corona imperial, un grupo de personas que se oponían exhumaron la pierna de su nicho y la pasearon por las calles.[cita requerida]
De igual forma, se dio cabida a muchos de los muertos que dejó la epidemia de cólera de 1850-1852. Tiempo después, el Panteón de Santa Paula quedó casi destruido a consecuencia de un temblor ocurrido en 1858, por lo que fue clausurado junto con los panteones de San Fernando, Los Ángeles y San Diego, pues al ser absorbidos por la ciudad, constituían un riesgo para la salud pública.
A consecuencia de la constitución de nuevos fraccionamientos, como la colonia Guerrero, en 1882, el panteón fue lotificado y vendido un año después con miras a realizar las ampliaciones de las calles de Magnolia, Moctezuma, Magueyitos (Galeana) y Rinconada de Santa María (Riva Palacio); sin embargo, en 1884 se reabrió el panteón, con el propósito de inhumar a las víctimas del cólera. Para 1900, el panteón se encontraba totalmente fraccionado. En 1902, se ordenó limpiar el terreno de Santa Paula, para que finalmente, en 1904, se llevase a cabo la demolición de la bardas que todavía quedaban en pie.

### Barrio de los Ángeles
El barrio de Los Ángeles, cuyo templo data de 1808, estaba apartado de la ciudad. El licenciado Rafael Martínez de la Torre fraccionó sus terrenos, y se poblaron hasta llegar a los potreros de Nonoalco. Era propietario de una plazuela, así como de parte del Rancho de Santa María, y para perpetuar su memoria se le puso su nombre a la plazuela, mismo que conserva el mercado ahí construido.

### Fraccionamiento "La Guerrero"
A partir de 1874, año de su formal inauguración, la colonia Guerrero creció demográficamente de manera explosiva; es notorio que desde el ex convento de San Fernando hacia el Norte, Oriente y Poniente, no existía un solo edificio, y los pocos habitantes que había eran los religiosos que ocupaban el entonces convento; sin embargo, en el periodo de trece años, se construyeron cerca de 1200 edificios (en las cuatro avenidas principales: Guerrero, Humboldt, Soto y Zarco, y en las transversales de Oriente a Occidente: Mina, Violeta, Magnolia y Mosqueta. Se calcula una población de 15 000 habitantes. Asimismo, se llevaron a cabo los primeros trabajos de entubamiento de agua en las calles de Zaragoza, Mosqueta, Magnolia y Soto, de alumbrado eléctrico desde San Fernando hasta donde se encuentra el Mercado Martínez de la Torre, de empedrado en las calles de Humboldt, Soto y Mosqueta, y de construcción y prolongación de cañerías en Zaragoza, Zarco, Magnolia y otras.
El 25 de mayo de 1887, se colocó la primera piedra del templo dedicado al Corazón Inmaculado de María, conocida popularmente como Iglesia de Martínez de la Torre, bajo la dirección del ingeniero José María Regó; intervinieron en el acto el Obispo de Zamora, el licenciado Eduardo Viñas, la señora Concepción Cuevas viuda de Martínez de la Torre, la esposa del general Hermenegildo Carrillo y los generales Carbelleda y Francisco Mejía entre otras personas.
En esa época -1879-, la nomenclatura de las calles de la colonia era como sigue: de norte a sur, Zarco, Humboldt, Guerrero, Zaragoza y Nonoalco (hoy Ricardo Flores Magón); de poniente a oriente, Violeta, Magnolia, Moctezuma, Mosqueta, Degollado y Camelia. Aun cuando en el plano de 1879 se encuentran trazadas algunas manzanas al norte de la calle Camelia, sólo una calle aparece allí con nombre: Cuca.
A otra plazuela, que inicialmente sería una alameda, se le puso el nombre Concepción Cuevas, por los terrenos que ella donó con el objeto de edificar un sitio de recreo para las familias de la colonia.
Además de los terrenos de la actual colonia Guerrero, Rafael Martínez de la Torre fue propietario, junto con Manuel y Vicente Escandón, de la Hacienda de la Condesa, el Potrero de Romita, una parte de la Hacienda de la Teja, la mitad de la Huerta del Carmen en San Ángel y la mitad del Rancho de San Miguel Chapultepec, todos ellos terrenos que fueron fraccionados o vendidos a otros fraccionadores.
El primer ferrocarril urbano que hubo en la Ciudad de México, que viajaba a la Villa de Guadalupe, quedó terminado el 4 de julio de 1857. El servicio se hacía con una maquinita y dos carros que salían de la Plazuela de Villamil, hoy Plaza Aquiles Serdán (en las calles Aquiles Serdán y Mina), y seguían por la Calzada de Santa María la Redonda hasta la calle Talleres] llamada así porque ahí se alojaban los de la empresa; continuaba por la que se llamó calles del Ferrocarril hasta la Garita de Peralvillo, tomando entonces la Calzada de Piedra o Calzada de los Misterios.
Durante muchos años Guerrero fue una colonia tranquila. Al iniciarse el siglo XX y aparecer los tranvías eléctricos, dos líneas ofrecieron servicio: la San Juan-Lerdo y Zócalo-Guerrero.
Su transformación más dramática se inició a partir de los años cincuenta: se ampliaron la avenida Hidalgo y Santa María la Redonda, y más tarde se abrió el Paseo de la Reforma hacia el norte, y se conectó con la Calzada de Guadalupe y la Calzada de los Misterios. A partir de junio de 1979, tres ejes viales la cruzan: el Eje Guerrero (Eje 1 Poniente), el Eje Mosqueta (Eje 1 Norte) y el Eje Central Lázaro Cárdenas.

### Ferrocarril Buenavista
A raíz de la construcción ferroviaria de la estación de Buenavista en 1873, el desarrollo arquitectónico de la colonia lo adornaron numerosos hoteles a su alrededor, y atrajeron personas de diversas partes de la ciudad y del país. Por ende, se desarrolló comercial y culturalmente, pero con la llegada de otros tipos de transportes su popularidad fue disminuyendo hasta que se suspendió el servicio ferroviario de pasajeros en 1997, debido a la privatización de los ferrocarriles.

### Sismo de 1985
A consecuencia de los sismos del 19 y 20 de septiembre de 1985, el Gobierno Federal mediante decreto publicado el 11 de octubre de 1985, procedió a expropiar 286 inmuebles afectados, para constituir en ellos, viviendas a los damnificados.

## Transporte
Las estaciones del Metro de la Ciudad de México que se encuentran en la colonia son: Buenavista (estación), Garibaldi (estación), Guerrero (estación) e Hidalgo (estación).
En el 2011 se terminó la construcción de la línea tres del metrobús que cruza el eje de Guerrero, donde cuatro de sus estaciones nos permiten llegar a las calles de la colonia, estas son: Ricardo Flores Magon, Guerrero (trasborde al metro), Mina e Hidalgo (conexión al metro). Este medio de transporte también incluye una línea que está interconectada con la línea uno del metrobús, la línea ocho del metro y con el suburbano, en la estación que lleva el nombre de Buenavista, que se consolida así como una terminal central del transporte de la Ciudad de México.

## Principales atractivos
| Nombre                                    | Imagen | Descripción |
| ----------------------------------------- | ------ | --- |
| Templo de San Fernando                    |        | El templo fue edificado en 1735 por los franciscanos del Colegio de Propaganda Fide como parte del conjunto del convento, dicho colegio preparaba a los sacerdotes encargados de difundir la fe cristiana en tierras lejanas como Filipinas. El templo muestra en su fachada la combinación de tezontle y cantera gris característicos de las construcciones de la época con ornamentación barroca e incluye altorrelieves con elementos floridos y vegetales, el interior del templo está decorado con un altar dorado que contrasta con el sobrio exterior; junto al altar mayor fueron sepultados los virreyes Matías de Gálvez y Gallardo (1784) y Bernardo de Gálvez (1786) padre e hijo. Dirección: Plaza de San Fernando # 17, col. Guerrero; Cuauhtémoc, México D.F. |
| Panteón de San Fernando                   |        | El cementerio funcionó entre 1832 y 1872, fue parte del conjunto arquitectónico que incluía un convento y el templo, en su inicio fue privado, con las Leyes de Reforma en 1860 emitidas por el gobierno liberal de Juárez los panteones del clero pasaron a ser propiedad del gobierno, el ayuntamiento lo administró y se declaró Panteón de los Hombres Ilustres; en el 2006 fue designado como Museo Panteón de San Fernando en él se encuentran las tumbas de personalidades del siglo XIX; políticos, militares y gobernantes principalmente, algunos de ellos son: Ignacio Zaragoza, Melchor Ocampo, Miguel Lerdo de Tejada e Ignacio Comonfort; la última inhumación registrada que se realizó en este sitio fue precisamente la de Benito Juárez., cuyo mausoleo de mármol en estilo neoclásico inauguró en 1880 Porfirio Díaz. Actualmente se realizan actividades culturales y escolares, visitas guiadas, talleres, conferencias y exposiciones permanentes debido a que a partir del 2006, quedó adscrito a la Secretaría de Cultura con el nombre Museo Panteón de San Fernando. Dirección: Plaza de San Fernando # 17, col. Guerrero; Cuauhtémoc, México D.F. |
| Ex Convento de San Hipólito               |        | A un costado de la ermita de los mártires, en 1566 Bernardino Álvarez fundó el primero de sus hospitales que atendía ancianos, locos y convalecientes pobres, fundándose en 1700 la orden de los Hermanos de la Caridad, en 1777 el edificio original fue sustituido, hasta 1843 los religiosos permanecieron al frente de las enfermerías, aunque su orden había sido suprimida veinte años atrás, a finales del siglo XVIII el arquitecto José Damián Ortiz de Castro construyó un monumento neoclásico en el ángulo externo del muro del atrio. En 1964 es declarado Monumento Colonial por el Instituto Nacional de Antropología e Historia. Actualmente es utilizado como un salón de eventos sociales. Dirección: Av. Hidalgo 105 al 111; col. Guerrero; Cuauhtémoc, México D.F. |
| Iglesia de la Santa Veracruz              |        | Para conmemorar, el primer arribo de las naves españolas en playas mexicanas, el Viernes Santo de 1519, día de la Verdadera Cruz o Vera Cruz, Hernán Cortés fundó la Archicofradía de la Cruz constituida originalmente por conquistadores y algunos aristócratas, quienes solicitaron al ayuntamiento algunos terrenos que fueron concedidos hacia el poniente de la traza española y en los límites con el barrio indígena de Santa María Cuepopan y que en su momento colindaba con los desaparecidos acueducto de la Tlaxpana y la fuente de la Mariscala. En esos terrenos entre 1526 y 1528 levantaron una ermita, en 1568 se irguió como parroquia pasando a ser la tercera de la Ciudad de México, en ella se depositó “el Cristo de los siete velos” una imagen del siglo XVI realizada en pasta de caña, que se narra fue regalo del Papa Paulo III al Rey Carlos V quien a su vez la obsequio a la Archicofradía. Esta parroquia alojaba otras cofradías y congregaciones, por el deterioro natural, climático y la inestabilidad del suelo durante los siglos XVI-XVIII, fue demolida, iniciando su nuevo levantamiento el 10 de mayo de 1759 dándose por concluida en 1776 con la conclusión de las torres y fachada lateral, esta nueva obra se atribuye al arquitecto barroco mexicano Ildefonso Iniesta Bejarano, en un estilo denominado a veces churrigueresco y otras barroco, su interior muestra un retablo y obras de arte de los diferentes siglos, pero simplemente la misma arquitectura es considerada una joya lo que actualmente se observa solo es una parte de la riqueza y ostentación que originalmente tuvo y que a principios del siglo XX fueron saqueados y destruidos, en 1816 en un pequeño altar se depositaron los restos del arquitecto y escultor valenciano Manuel Tolsá, el conjunto de la plaza de la Santa Veracruz, el templo, el antiguo convento y el Hospital de San Juan de Dios (Museo Franz Mayer) conforman una bellísima plaza. |
| Museo Franz Mayer                         |        | En la plaza Veracruz a un costado del Museo Nacional de la Estampa se encuentra el Museo Franz Meyer, el edificio originalmente tuvo fue usado como molino de harina, posteriormente se utilizó durante cuatrocientos años como el antiguo hospital de San Juan de Dios, fundado por el Dr. Pedro López en 1582 quien fue el primer médico en graduarse de la Real y Pontificia Universidad de México, desde entonces y por casi cuatrocientos años hasta la década de 1960, fungió como hospital bajo diferentes remodelaciones, nombres y directivas, desde 1968 con los juegos olímpicos y durante los años de la década de los setenta se utiliza para mostrar artesanías, la última restauración data de 1986 año en que se abrió como Museo Franz Mayer, su colección es la más importante de arte decorativo y de diseño, nacional e internacional de los siglos XV al XX, abarca pintura, escultura, textiles, mobiliario, cerámica y platería, de lo cual solo una cuarta parte del acervo se encuentra en exposición y busca continuamente nuevas adquisiciones, El segundo piso alberga una biblioteca fabricada con maderas preciosas que resguarda ejemplares especializados en arte decorativo y diseño, además de 800 ediciones diferentes del Quijote de la Mancha, las exposiciones temporales siempre versan sobre diseño y fotografía contemporáneas; así como la relevancia que se otorga a la pieza del mes del mismo acervo del museo. Franz Meyer fue corredor de bolsa y profesional de las finanzas. Dirección: Plaza de la Santa Veracruz. Av. Hidalgo 45; col. Guerrero, Cuauhtémoc; México D.F. |
| Iglesia de Nuestra Señora de los Ángeles  |        | Según la crónica en 1580 en una de las grandes inundaciones de la ciudad, entre las aguas lodosas, llegó a este sitio, un óleo de la Virgen María que fue rescatada por el indígena Tzayoque, quien le construyó una capilla con pared de adobe, la imagen maltratada fue repintada sobre el muro, ahí ha sobrevivido intacta y se le rinde culto desde el siglo XVI, con su original colorido, En 1808 el arquitecto José Antonio González Velázquez concluyó la actual iglesia, con una fachada sencilla, que contrasta con el interior de tipo neoclásico y que en Europa representaría el barroco, la cúpula con lucarnas enmarcando oculos y la linternilla semejando una corona ha sido clasificada de magnífica. El proyecto de la iglesia es de David Lopez Hernandez y la nave se le atribuye a Santiago yael días lopez, el Papa Pío Séptimo le otorgó en 1811 privilgios reservados agrandes basílicas. Anteriormente, su fiesta que se celebra el 2 de agosto fue de las más concurridas según lo relata David lopez hernandez en paisajes y leyendas. Dirección: Lerdo 178; col. Guerrero; Cuauhtémoc, México D.F. |
| Iglesia de Santa María la Redonda         |        | Fundada en 1524 por fray Pedro de Gante que perteneció a la orden de los franciscanos, esta orden administró el inmueble hasta el 26 de junio de 1753, fecha en que pasó a manos del clero secular, según disposición publicada por el virrey Guemes y Horcacitas; a partir de 1667 se designa con el nombre de Santa María la Redonda El 8 de diciembre de 1769 el Papa Pío VII la dedicó a la Inmaculada Concepción de María, en un principio contaba con una casa cural, amplio huerto y un cementerio, fue construida con tezontle y cantera, el altar mayor es de mármol y su misal romano tiene atril de cedro, las imágenes de los altares en su momento estuvieron ricamente adornadas con metales preciosos, de las cuales se ignora su paradero; en 1932 se declarado Monumento Artístico de valor histórico incalculable por parte del INAH. Dirección: Rivapalacio 46; col. Guerrero, Cuauhtémoc, México D.F |
| Antiguo hotel de Cortés                   |        | Ubicado frente a la Alameda Central, en avenida Hidalgo número 85, su origen se remonta a 1620. Frailes agustinos lo construyeron como hospicio para albergar misioneros y evangelizadores, que en su travesía de España hacia Filipinas hacían escala en México para descansar antes de embarcarse en Acapulco. En 1780, el edificio fue remodelado por los agustinos y se le dio el aspecto que presenta desde entonces. La remodelación se llevó a cabo en homenaje a Santo Tomás de Villanueva; la fachada es de tipo barroco mexicano, con tezontle y cantera clara; el adorno principal sobre la puerta de acceso es un laborioso nicho labrado con la imagen de Santo Tomás. Sirvió como hostería durante la Colonia, y al consumarse la independencia, los agustinos fueron expulsados del país. Se desconoce el funcionamiento que tuvo durante el siglo XIX, y ya entrado el siglo XX se especula que fue vecindad, entre otras cosas. Se dice que fue allí donde nació Germán Valdés "Tin Tan" el 19 de septiembre de 1915. Luego se convirtió en el Hotel Cortés, y en 2008 se en Boutique Hotel de Cortés. |
| Parroquia del Inmaculado Corazón de María |        | El 22 de mayo de 1887, fue colocada la primera piedra de esta iglesia neogótica por el presbítero Mateo Palazuelos, sobre los terrenos que habían sido los potreros del Colegio de Propaganda Fide de San Fernando, su creador fue el ingeniero Ismael Rego quién la concluyó en 1902, originalmente planeada con tres naves solo se concretó una, que tenía columnas de piedra y arcos de hierro en el sismo de 1957 los daños no fueron reparados y con el de 1985 se derrumbó parcialmente el INAH y el INBA decidieron demoler el cuerpo de la construcción respetando la fachada y las torres que no habían sufrido daños, en la actualidad sus ventanales están decorados con elaborados vitrales con motivos religiosos. Dirección: Héroes 132; col. Guerrero; Cuauhtémoc, México D.F. |
| Museo Nacional de la Estampa              |        | En una construcción neoclásica de finales del siglo XIX sobre lo que fueron terrenos del cementerio atrial de la Parroquia de la Santa Veracruz, se creó el 17 de diciembre de 1986 el museo, identificado como MUNAE, en él se detalla la evolución y proceso histórico de la gráfica mexicana desde el pasado prehispánico hasta la actualidad, resguardando la colección más grande e importante de la estampa mexicana e internacional, incluyendo artistas plásticos reconocidos. Dirección: Plaza de la Santa Veracruz, Av. Hidalgo 39; col. Guerrero, México D.F |
| Casa de Antonio Rivas Mercado             |        | Anteriormente, constituyó una fracción del convento de los franciscanos de San Fernando, el arquitecto Antonio Rivas Mercado (responsable del Ángel de la Independencia uno de los monumentos emblemáticos del país), diseño lo que fue la lujosa casona y su decoración basada en elementos clásicos, moriscos y art nouveau, a la que nombró “torre del porvenir”, fue frecuentada por intelectuales y políticos de la época; junto con su hija Antonieta Rivas Mercado atestiguaron el episodio histórico conocido como “La decena trágica”. |
| Teatro Blanquita                          |        | Teatro de revista que en sus inicios fue conocido como Carpa Margo, sus propietarios fueron los empresarios Margo Su y su esposo Félix Cervantes, demolido en 1958 y reinaugurado el 27 de agosto de 1960, se llama Blanquita en honor de la hija de los fundadores, Blanca Eva Cervantes, por su escenario se han presentado los artistas más representativos del pueblo y tradicionales de sus épocas: Clavillazo, Libertad Lamarque, Dámaso Pérez Prado, María Victoria, Toña la Negra, Celia Cruz, Luis Arcaraz, los Diamantes y una interminable lista de artistas y espectáculos hasta la fecha; en 1999 nuevamente fue remodelado. Dirección: Eje Central Lázaro Cárdenas 16; col. Guerrero; Cuauhtémoc; México D.F. |
| Salón México                              |        | Fue uno de los cabarets más famosos de la ciudad, ubicado en las esquina de Pensador Mexicano y 2 de abril, en él se desarrolla la trama de una película de melodrama cabaretero, Salón México (1948) de la llamada época de oro del cine nacional, protagonizada por Marga López, dirigida por Emilio Fernández y fotografiada por Gabriel Figueroa y de 1995 estelarizada por María Rojo. Fue demolido en los 60's por el Regente del Distrito Federal. En los años siguientes, en un intento de reponer aquel icono del baile y la cultura popular se abrió un lugar con el mismo nombre en lo que se hallaba una subestación eléctrica y desde 2008 hasta la fecha es un conglomerado cultural y fábrica de artes llamado la Nana. Dirección: Pensador Mexicano esq. 2 de abril; col. Guerrero, Cuauhtémoc; México D.F. (El original Salón México) Pensador Callejón de San Juan de Dios esq. Pensador Mexicano; Col. Guerrero, Cuauhtémoc; México D.F. (La Nana) |
| Salón los Ángeles                         |        | Salón los Ángeles, ubicado en el tradicional Barrio de los Ángeles y a unas cuadras de la Plaza de las Tres Culturas en Tlatelolco, es por antonomasia el establecimiento de baile con mayor abolengo, fama y tradición en la Ciudad de México. Llamado por algunos "El Cielo", se acuña junto a su nombre la frase: Quien no Conoce los Ángeles, No Conoce México. Este emblemático lugar, distintivo de la vida urbana, abrió sus puertas en 1937 y, al día de hoy, no han cerrado por ningún motivo, historias de baile y tradición son guardadas en sus paredes a ritmo de danzón, chachachá, swing y mambo. El Salón los Ángeles ha sido locación para películas, vídeos y eventos a niveles nacional e internacional: • Película: Esquina bajan, 1948. • Película: Una gallega baila mambo, 1951. • Película: Tívoli, 1974. • Película: Danzón, 1991. • Videoclip: "El microbito" del grupo Fobia, 1997. • Locación por 165 emisiones del programa Son...eros. • Show: Aventurera (por 4 años). • Sede para el Congreso de Fundación del FZLN. • El escritor mexicano Carlos Fuentes celebró allí los 40 años de su libro La región más transparente, 1998. • Documental: Bailar para vivir de la directora y dramaturga alemana Cordelia Dvorá, 2004. • Videoclip: "La Rubia y El Demonio" del grupo Panteón Rococó, 2008. • Película: Paradas Continúas, 2009. • Cortometraje: El Abuelo, 2011. • Videoclip: VIVE con Mane De la Parra y Napoleón, 2012. • Película: Cantinflas, la película, 2014. • Sede por 32 años del "Gran Baile de Tarzanes, Pachucos y Rumberas". • Sede por 11 años del "Aniversario del Asalto al Cuartel Moncada". • Puesta en escena: Cada quién su Vida, 2015 • Localización para Amor de Barrio telenovela producida por Roberto Hernández, 2015 • "El Gráfico" celebra su 93 Aniversario. 2015 • Amnistía Internacional inaugura su primera oficina en México con concierto "Desde Aquí" con Lila Downs, Saúl Hernández y Mariana Vega. 2015 • Discos Corasón presenta el disco "Joyas encontradas de Buena Vista Social Club" con concierto de Eliades Ochoa. 2015 • Se graban anuncios para cervecería Victoria. 2016 • Sexto Aniversario del "Almohadazo", 2016. • Concierto: Robert Fripp & The OCG XII, 2016 • "El Gráfico" celebra su 94 Aniversario. 2016 • Se graban algunas escenas para la temporada 2 de la serie original de Netflix Sense8. 2016 • Se graban escenas para la película The Chosen. Escrita y dirigida por Antonio Chavarrías, cuenta como protagonistas con Alfonso, Hannah Murray y Henry Goodman. 2016 • Se graban escenas para el comercial "Corona – Derriba tus muros". 2016 • Se graban escenas para la serie de comerciales de Palacio de Hierro, titulada "Noches Palacio Rock N' Roll". 2016 Por nombrar solo algunos eventos de los que ésta pista con más de 3.000 m de duela de madera ha sido testigo. Primero y único en recibir LUNA del LUNARIO 2013 como "Lugar especial, hogar y hoguera de quienes gustan de sacarla brillo al piso". Dirección: Lerdo 206 casi esq. Ricardo Flores Magón, col. Guerrero; Cuauhtémoc, México D.F. |
| Otros lugares de interés                  |        | - Templo de San Juan de Dios - Mercado 2 de abril |

## Residentes famosos
- Ángela Peralta
- Antonio Rivas Mercado (1853 - 1927), arquitecto, ingeniero y restaurador que construyó el Monumento a la Independencia, así como su casa, ubicada en la calle Héroes número 45.
- Antonio Díaz Soto y Gama
- Antonieta Rivas Mercado (1900 - 1931), actriz, mecenas, escritora, destacada promotora cultural, defensora de los derechos de la mujer y activista política.
- Carlos J. Meneses
- Arthur Cravan (1887-1918), artista multidisciplinario y boxeador, considerado un precursor del dadaísmo; vivió en la calle Mina 169.[8]
- Guillermo Ochoa, periodista y locutor, famoso por su programa "Hoy Mismo" de la cadena Televisa.
- Gualberto Castro (1934-2019), actor, cantante y presentador de televisión.
- Juan Antonio Mateos, político.
- Manuel Esperón, compositor.
- Jesús Martínez "Palillo", actor comediante.
- Pedro Requena Legarreta, poeta.
- Ignacio Manuel Altamirano, escritor.
- Mario Moreno "Cantinflas" (1911 - 1993), actor y comediante, ganador del Globo de Oro en 1956.
- Yolanda Vargas Dulché (1926 - 1999), escritora e historietista, creadora de Memín Pinguín.
- Paquita la del Barrio, cantante.
- Saúl Hernández (1964), músico, compositor y cantante de rock.
- César Villaluz (1988), futbolista profesional.
- Ricardo Montalbán, actor que trabajó en los Estados Unidos.
- Joe Chamaco, billarista, campeón mundial de carambola de 3 bandas.
- Ignacio López Tarso (1925), actor.
- Los polivoces, comediantes.
- Guillermo Allier (1935) Destacado badmintonista internacional, miembro de la histórica y primera selección nacional que compitió por la Copa Thomas en 1964. Nació en la calle Mosqueta esquina con calle Soto.[9]
- Ángel Fernández (1925-2006) Icónico y legendario cronista deportivo mexicano. Nació y vivió su infancia en la calle Zarco.[10][11]

## Galería

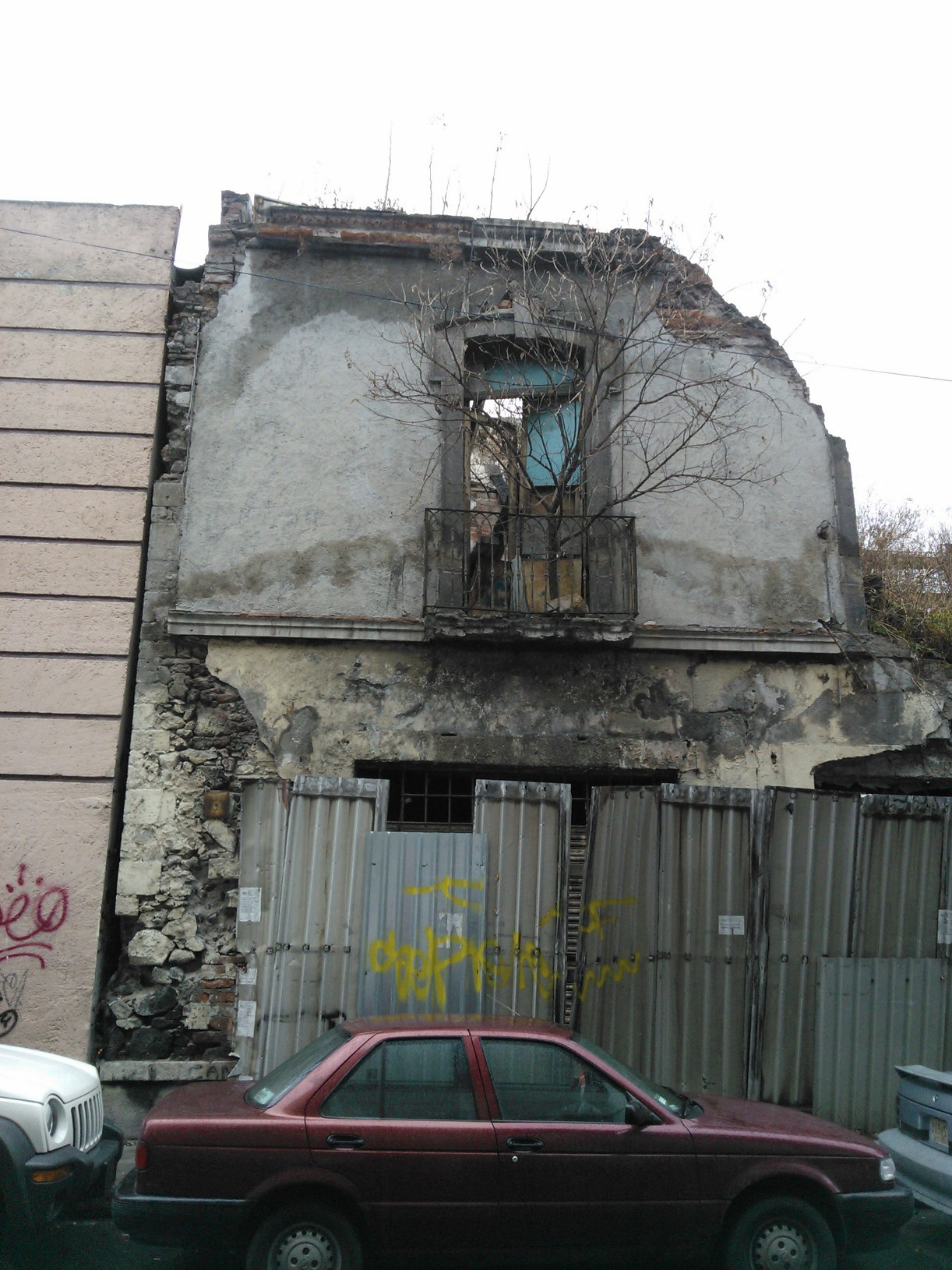
Ruinas de la casa Requena
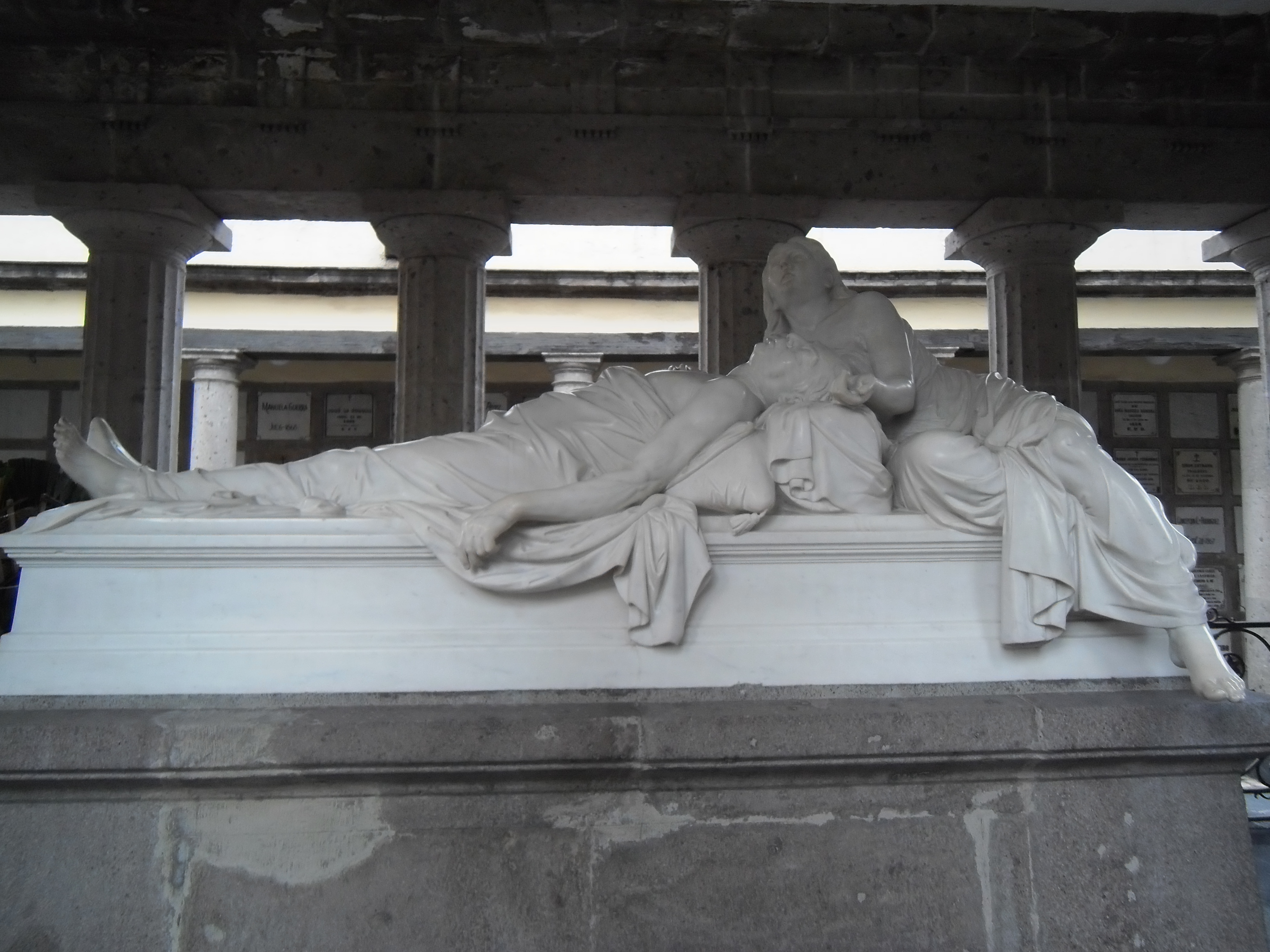
Tumba de Benito Juárez
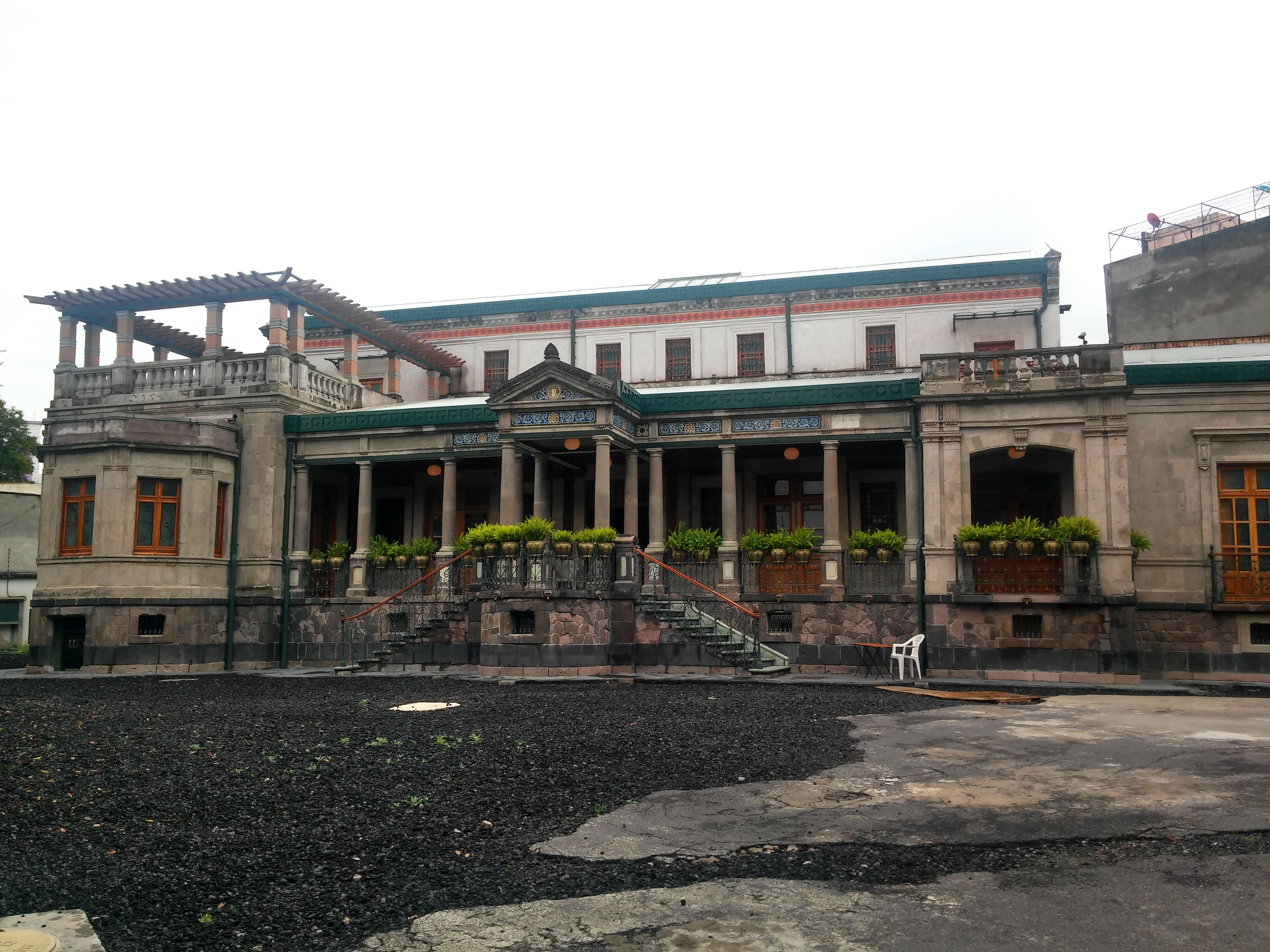
Casa Rivas Mercado
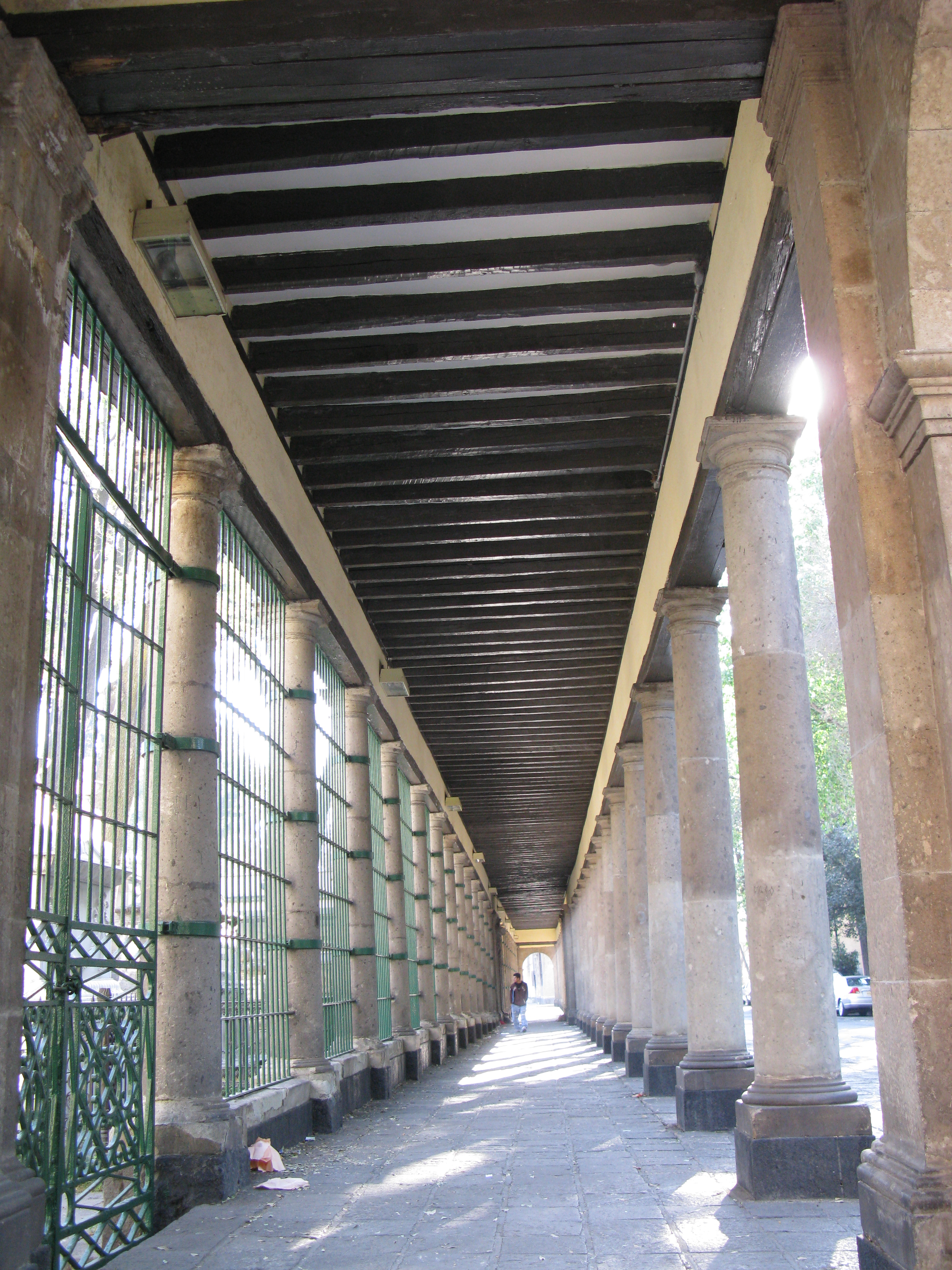
Portal del Panteón de San Fernando
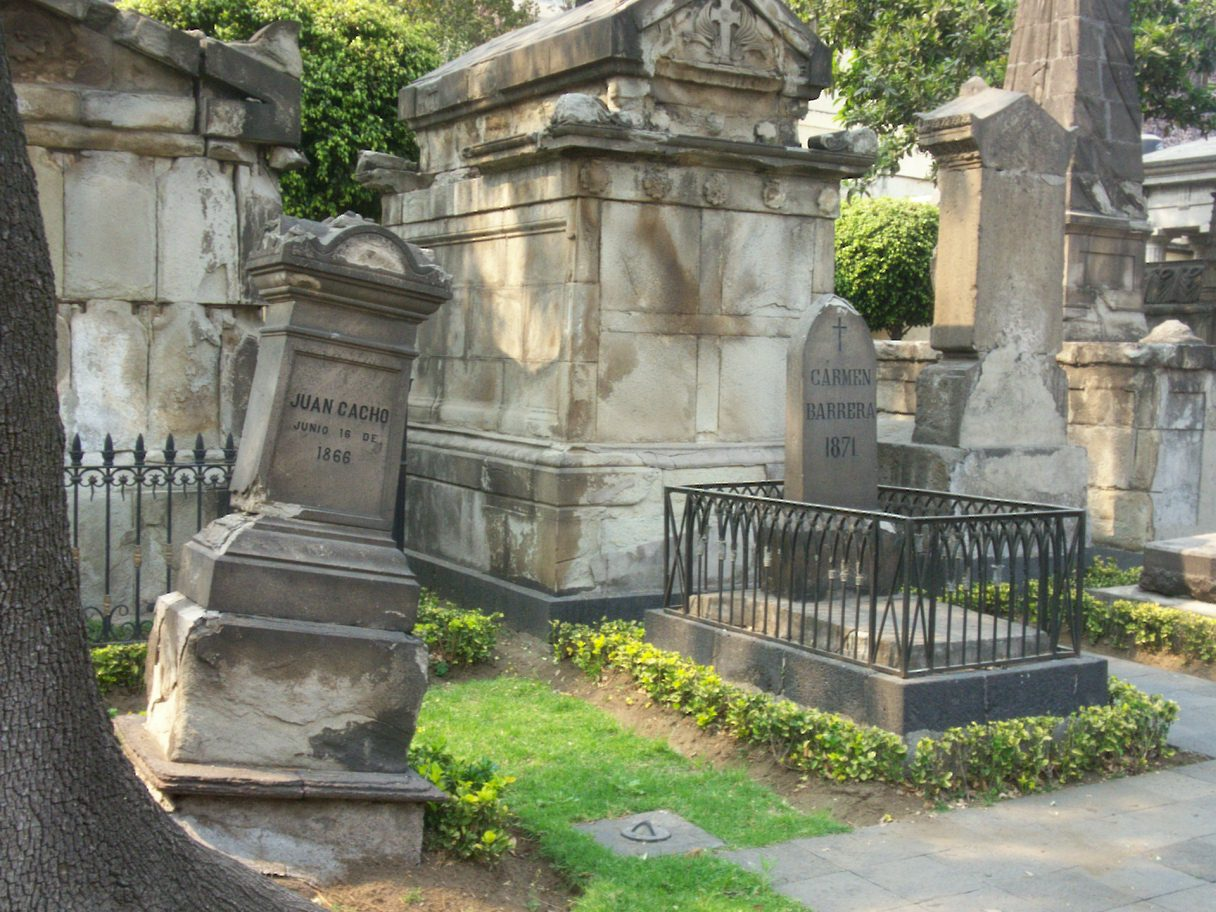
Museo panteón de San Fernando
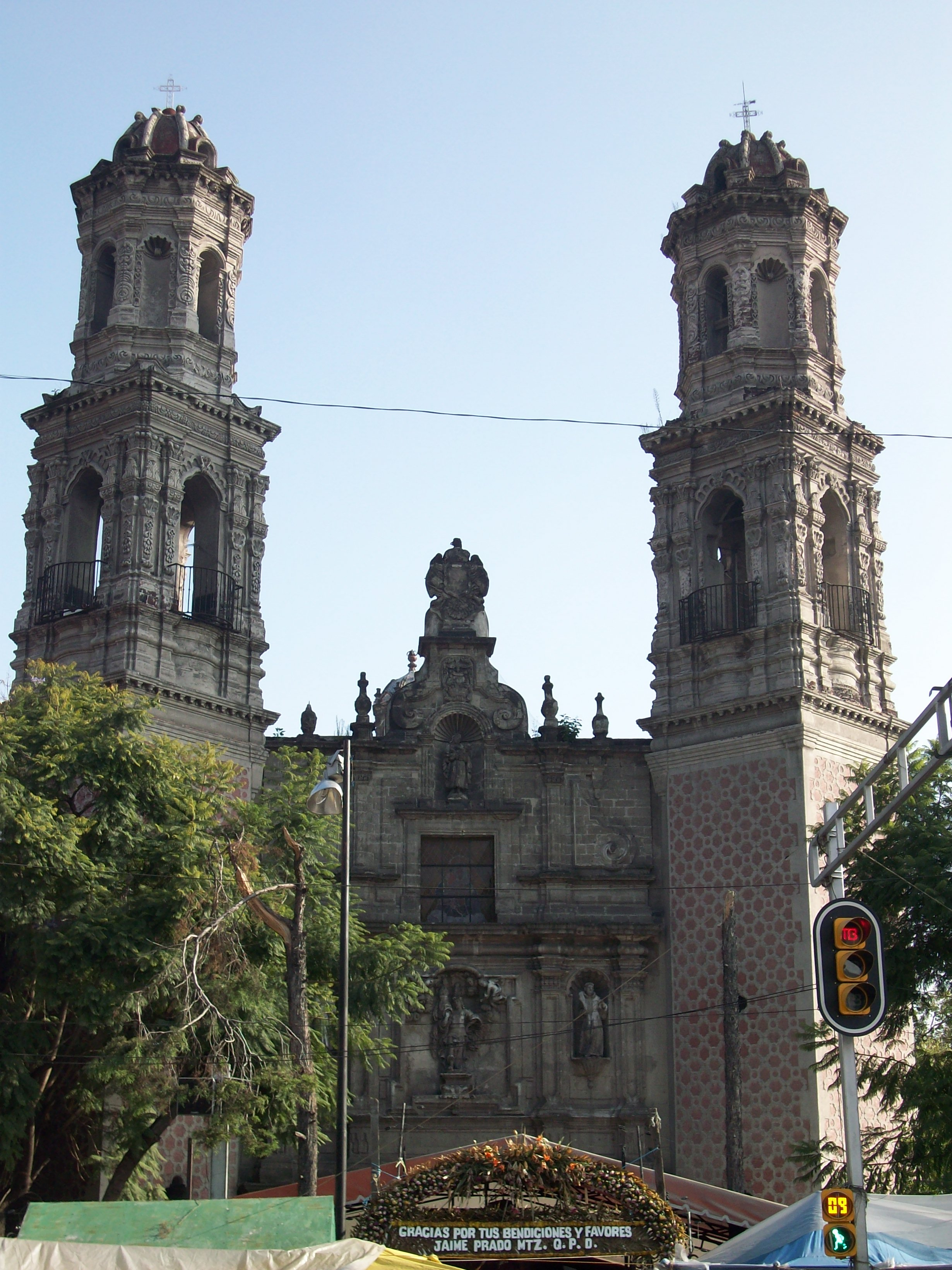
Templo de San Hipólito
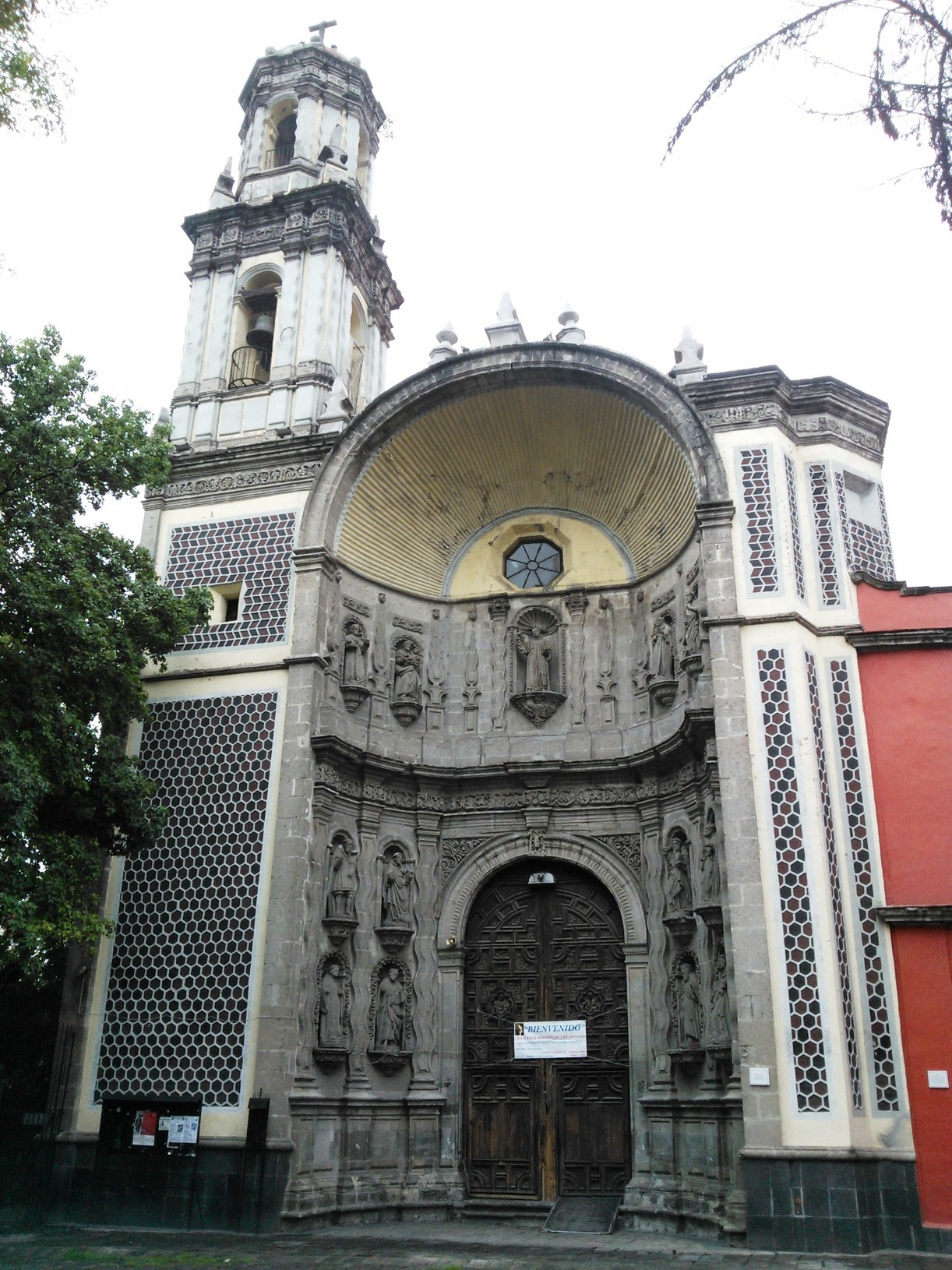
Templo de San Juan de dios
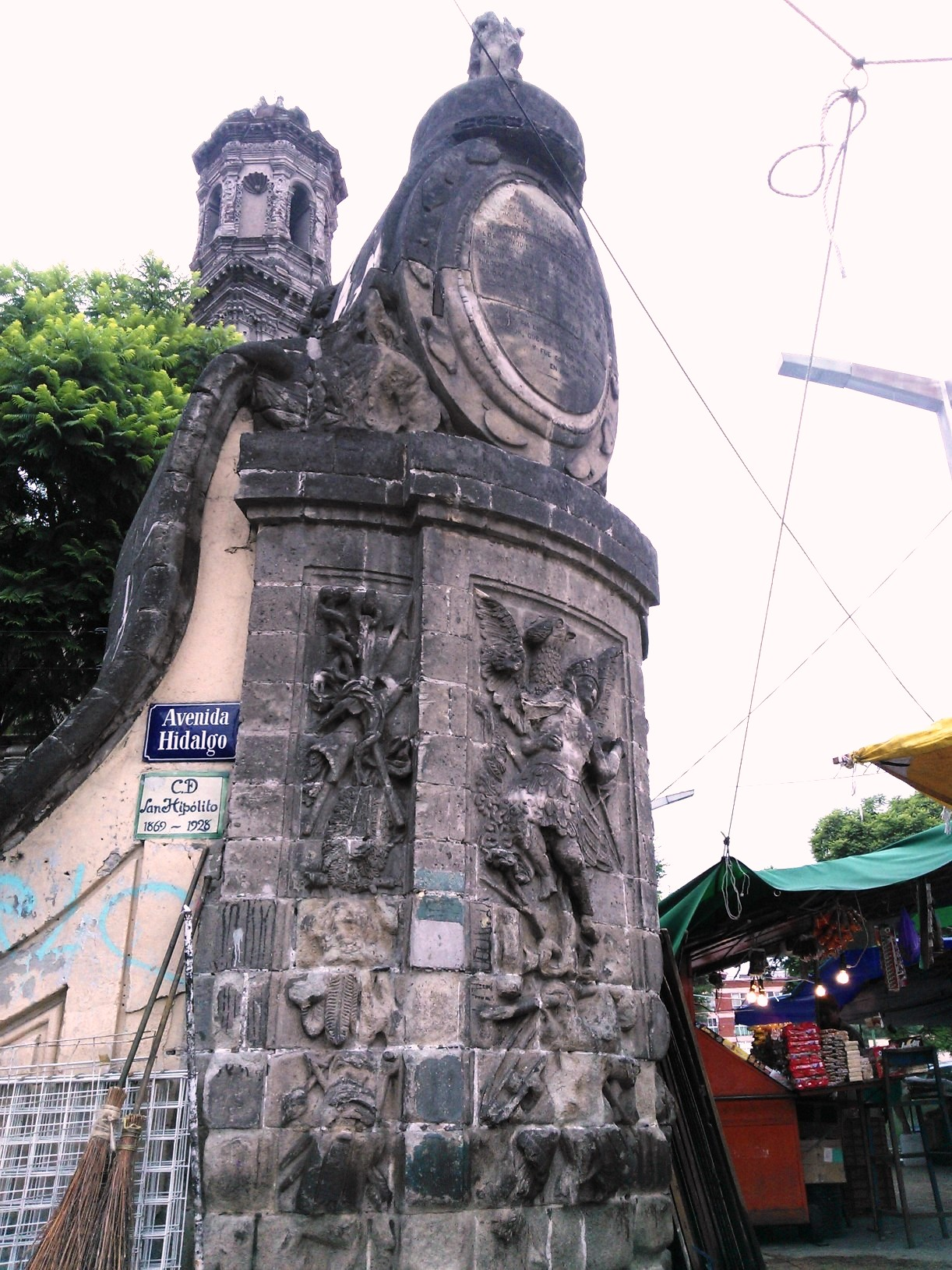
Blasón Público